# Gynoplistia (Gynoplistia) cuprea
Gynoplistia (Gynoplistia) cuprea is een tweevleugelige uit de familie steltmuggen (Limoniidae). De soort komt voor in het Australaziatisch gebied.